# Dizzasco
Dizzasco är en ort och kommun i provinsen Como i regionen Lombardiet i Italien. Kommunen hade 619 invånare (2018).